# Ingrid Wieltschnig
Ingrid „Inge“ Wieltschnig (* um 1947, verheiratete Ingrid Potocnik) ist eine österreichische Badmintonspielerin. 

## Karriere
Ingrid Wieltschnig gewann schon als Juniorin ihren ersten nationalen Titel bei den Erwachsenen in Österreich. Insgesamt siegte sie 24 Mal von 1965 bis 1983. International war sie bei den Swiss Open und den Austrian International erfolgreich.

## Sportliche Erfolge
| Saison | Veranstaltung                                  | Disziplin   | Platz | Name                                       |
| ------ | ---------------------------------------------- | ----------- | ----- | ------------------------------------------ |
| 1963   | Österreich: Einzelmeisterschaften der Junioren | Damendoppel | 1     | Ingrid Wieltschnig / Elisabeth Wieltschnig |
| 1964   | Österreich: Einzelmeisterschaften der Junioren | Dameneinzel | 1     | Ingrid Wieltschnig                         |
| 1964   | Österreich: Einzelmeisterschaften der Junioren | Damendoppel | 1     | Ingrid Wieltschnig / Elisabeth Wieltschnig |
| 1965   | Österreich: Einzelmeisterschaft                | Damendoppel | 1     | Elisabeth Wieltschnig / Ingrid Wieltschnig |
| 1965   | Österreich: Einzelmeisterschaften der Junioren | Mixed       | 1     | Harald Pirsch / Ingrid Wieltschnig         |
| 1965   | Österreich: Einzelmeisterschaften der Junioren | Dameneinzel | 1     | Ingrid Wieltschnig                         |
| 1965   | Österreich: Einzelmeisterschaften der Junioren | Damendoppel | 1     | Ingrid Wieltschnig / Elisabeth Wieltschnig |
| 1966   | Österreich: Einzelmeisterschaft                | Mixed       | 1     | Reinhold Pum / Ingrid Wieltschnig          |
| 1966   | Österreich: Einzelmeisterschaften der Junioren | Mixed       | 1     | Karl Kogler / Ingrid Wieltschnig           |
| 1966   | Österreich: Einzelmeisterschaften der Junioren | Dameneinzel | 1     | Ingrid Wieltschnig                         |
| 1966   | Österreich: Einzelmeisterschaften der Junioren | Damendoppel | 1     | Ingrid Wieltschnig / Elisabeth Wieltschnig |
| 1966   | Österreich: Einzelmeisterschaft                | Damendoppel | 1     | Elisabeth Wieltschnig / Ingrid Wieltschnig |
| 1967   | Österreich: Einzelmeisterschaft                | Mixed       | 1     | Reinhold Pum / Ingrid Wieltschnig          |
| 1967   | Österreich: Einzelmeisterschaft                | Damendoppel | 1     | Elisabeth Wieltschnig / Ingrid Wieltschnig |
| 1967   | Österreich: Einzelmeisterschaft                | Dameneinzel | 1     | Ingrid Wieltschnig                         |
| 1968   | Österreich: Einzelmeisterschaft                | Damendoppel | 1     | Elisabeth Wieltschnig / Ingrid Wieltschnig |
| 1968   | Österreich: Einzelmeisterschaft                | Dameneinzel | 1     | Ingrid Wieltschnig                         |
| 1968   | Österreich: Einzelmeisterschaft                | Mixed       | 1     | Reinhold Pum / Ingrid Wieltschnig          |
| 1969   | Österreich: Einzelmeisterschaft                | Damendoppel | 1     | Elisabeth Wieltschnig / Ingrid Wieltschnig |
| 1969   | Österreich: Einzelmeisterschaft                | Dameneinzel | 1     | Ingrid Wieltschnig                         |
| 1970   | Swiss Open                                     | Dameneinzel | 1     | Inge Wieltschnig                           |
| 1970   | Swiss Open                                     | Mixed       | 1     | Hermann Fröhlich / Inge Wieltschnig        |
| 1970   | Swiss Open                                     | Damendoppel | 1     | Inge Wieltschnig / June Jacques            |
| 1970   | Österreich: Einzelmeisterschaft                | Damendoppel | 1     | Elisabeth Wieltschnig / Ingrid Wieltschnig |
| 1971   | Österreich: Einzelmeisterschaft                | Dameneinzel | 1     | Ingrid Wieltschnig                         |
| 1971   | Austrian International                         | Damendoppel | 1     | Ingrid Wieltschnig / Elisabeth Wieltschnig |
| 1971   | Österreich: Einzelmeisterschaft                | Damendoppel | 1     | Elisabeth Wieltschnig / Ingrid Wieltschnig |
| 1972   | Österreich: Einzelmeisterschaft                | Dameneinzel | 1     | Ingrid Wieltschnig                         |
| 1972   | Österreich: Einzelmeisterschaft                | Mixed       | 1     | Siegfried Jost / Ingrid Wieltschnig        |
| 1972   | Österreich: Einzelmeisterschaft                | Damendoppel | 1     | Elisabeth Wieltschnig / Ingrid Wieltschnig |
| 1973   | Österreich: Einzelmeisterschaft                | Damendoppel | 1     | Elisabeth Wieltschnig / Ingrid Potocnik    |
| 1974   | Österreich: Einzelmeisterschaft                | Damendoppel | 1     | Elisabeth Wieltschnig / Ingrid Potocnik    |
| 1976   | Österreich: Einzelmeisterschaft                | Dameneinzel | 1     | Ingrid Potocnik                            |
| 1976   | Österreich: Einzelmeisterschaft                | Mixed       | 1     | Gerald Hofegger / Ingrid Potocnik          |
| 1976   | Österreich: Einzelmeisterschaft                | Damendoppel | 1     | Elisabeth Wieltschnig / Ingrid Potocnik    |
| 1982   | Österreich: Einzelmeisterschaft                | Damendoppel | 1     | Elisabeth Wieltschnig / Ingrid Potocnik    |
| 1983   | Österreich: Einzelmeisterschaft                | Damendoppel | 1     | Elisabeth Wieltschnig / Ingrid Potocnik    |